# Jerry Léonide
 (mars 2016).
Jerry Léonide est un pianiste de jazz né à Port-Louis, Ile Maurice le 3 mai 1985

## Biographie

### Sur son île natale
D'un père guitariste, son apprentissage de la musique démarre très tôt. À l'âge de 7 ans avec la guitare mais ne cache pas sa fascination pour le piano. Une année plus tard, il reçoit en cadeau son premier synthétiseur pour ses bons résultats à l'école et intègre des groupes locaux qui reprennent des chansons du répertoire de la pop anglo-saxonne. 
Il étudie le piano classique avant de se mettre au jazz avec l'aide de son père. Il commence un parcours d’autodidacte et grappille autant de connaissances musicales que possibles auprès de musiciens plus expérimentés tout en parcourant la scène mauricienne. À 16 ans, il va faire 2 rencontres qui vont donner à sa vie une nouvelle orientation.
La première, avec Ernest Wiehe[réf. nécessaire], saxophoniste et ancien professeur à la Berklee College of Music. Cet érudit du Jazz animait des master-class gratuitement tous les samedis pour aider les jeunes musiciens qui souhaitaient approfondir leurs connaissances de cette musique. Jerry ne manquera jamais une de ces séances[réf. nécessaire]. Plus tard, la même année, il croisera la route du bassiste Linley Marthe, mauricien résidant à Paris.

### À Paris
Jerry débarque à Paris en 2003 et s'inscrit, pour des raisons administratives, à l'université de Paris 13 pour une licence d'économie. Il suit des cours de piano Jazz en parallèle au Conservatoire. Il travaille notamment avec Emil Spanyi. Il ne tarde pas à se faire une place sur la scène parisienne[réf. nécessaire] et accompagne des artistes aux styles musicaux très variés.
Après quelques années d’expérience, il décide de participer à des concours de piano pour dit-il, chercher de nouveaux challenges et aussi avoir un bon prétexte pour composer de nouvelles musiques.

## Récompenses
- 2011 : 3e prix au Montreux Jazz Festival Piano Solo Compétition.
- 2012 : Finaliste au Nottingham Jazz Piano Solo Competition[5].
- 2012 : 1er Prix au concours de Piano Boris Vian.
- 2013 : 1er Prix au Montreux Jazz Festival Piano Solo Compétition avec le prix du Public[6].

## Début de carrière en solo
THE KEY est le titre du son 1er album sorti sous le label allemand ACT music. Le disque se classe parmi les meilleures sorties de l'année 2014.[réf. nécessaire] Quelques réactions de la presse :
- « A superlative introduction to a musician who has enormous potential »-Jazzwise (GB)
- « Léonide has created a satisfying suite that manages to comment on cultural migration while also working as a set of killer tunes in the classic, modal style of modern jazz that recalls Horace Silver. » -The Independent On Sunday (GB)
- « Léonide's star is clearly rising. It is fanciful to hear similarities with the great Horace Silver,who also took island melodies , in his Cape Verde, to blend into contemporary jazz tapestry ? » -The Arts Desk (GB)
- « Its sunny good nature is a restorative as a stroll on a Mauritian beach.(...) One of the Jazz albums of the Year so far » -The Daily Telegraph (GB)[8]
- « Une performance pianistique intense aux improvisations colorées, la réunion d'un groupe de musiciens en phase » -Jazz News (FR)